# Martin Bührle
Martin Bührle (* 19. Mai 1934 in Göppingen; † 18. Mai 2017) war ein deutscher Sportwissenschaftler, Hochschullehrer, Leichtathlet und Leichtathletiktrainer.

## Leben
Bührle spielte in seiner Heimatstadt Göppingen erst Handball, wechselte nach einer Knieverletzung zur Leichtathletik und spezialisierte sich auf die Disziplinen Kugelstoßen, Diskuswurf und Hammerwurf. Später kam Stabhochsprung hinzu. 1952 verbesserte der Sportler der TS Göppingen im Diskuswurf den Württembergischen Jugendrekord auf 47,17 m. 1951 wurde Bührle im Diskus Zweiter der deutschen Jugendmeisterschaft. Im Trikot des USC Heidelberg wurde Bührle 1957 deutscher Meister im Diskus, 1955, 1958 und 1959 jeweils Zweiter. Er nahm an Studenten-Weltmeisterschaften sowie Länderkämpfen teil. Später war er Bundestrainer in den Wurf- und Stoßdisziplinen.
Seine 1970 an der Ruprecht-Karls-Universität Heidelberg angenommene Doktorarbeit trug den Titel „Die sozialerzieherische Funktion des Sports“. 1971 trat er an der Albert-Ludwigs-Universität Freiburg eine C4-Professur an, bekam die Leitung des neugeschaffenen Lehrstuhls für Theorie der Leibesübungen übertragen und wurde als Nachfolger von Woldemar Gerschler Direktor des Instituts für Leibesübungen (später Institut für Sport und Sportwissenschaft). Er leitete das Institut als Direktor bis 1999, als er aus dem Hochschuldienst schied.
Bührle wurde als „wissenschaftlicher Pionier der Sportwissenschaft“ bezeichnet. Zu seinen wissenschaftlichen Schwerpunkten zählte das Krafttraining, darunter Aspekte wie das Maximal- und Schnellkrafttraining, Krafttraining im Kindes- und Jugendalter und Kraftkomponenten im Hochleistungssport. Er erforschte neurophysiologische Aspekte der Kraftanpassung und des Krafttrainings und war in der Sportwissenschaft einer der ersten, der dies tat. Unter seiner Leitung wurde die Freiburger Sportwissenschaft zu „einem der wichtigsten nationalen und internationalen Zentren für das Studium der Anpassungsmechanismen an Krafttraining“. Früh arbeitete er mit der Sportmedizin zusammen. Bührle trug als Mitglied des Sportausschusses der Stadt Freiburg entscheidenden Anteil am Neubau des Olympiastützpunkts Freiburg-Schwarzwald. Zu seinen Schülern zählt Dietmar Schmidtbleicher, späterer Professor an der Johann Wolfgang Goethe-Universität Frankfurt am Main.